# Бертхолд фон Пфирт
Бертхолд фон Пфирт (на немски: Berthold von Pfirt; на латински: Berhtoldus; † 10 декември 1262) от Дом Скарпон на графовете на Пфирт/Ферете, е епископ на Базел (1248 – 1262).

## Живот
Той е син на граф Фридрих II фон Пфирт († 1234, убит) и втората му съпруга Хайлвиг фон Урах († сл. 1262), дъщеря на граф Егон V фон Урах „Брадатия“ († 1230) и графиня Агнес фон Церинген († 1239). Сестра му Анна фон Пфирт е абатиса на Зекен (1260 – 1273).
Бертхолд е каноник в катедралата на Базел през 1230/1233 г., каноник в катедралата на Страсбург 1237/1240 г., провост в Мутие-Грандвал 1243/1249 г., коадютор в Базел 1248 г. През 1248 г. е избран за епископ на Базел. Бертхолд увеличава собствеността на епископството си.
Бертхолд е на страната на папата в конфликт с Хоенщауфените и привърженик на Вилхелм Холандски и Ричард Корнуолски, на които папата Инокентий IV († 1254) помага. Той се присъединява от 1254 до 1257 г. към Рейнския съюз на градовете (1254 – 1255).
В своя диоцез той помага за заселването на Бетелорден. През 1250 г. той намира строително място в Базел за францисканците за строеж на църква на „ордена на босоногите“. Бертхолд подарява през 1253 г. заедно с брат си граф Улрих II фон Пфирт цистерцинския женски манастир „Михелфелден“ до Базел. През 1255 г. той признава свободите на град Базел и разрешава през 1256 г. пекарница и 1260 г. шивалня в града.
Бертхолд се разболява тежко през 1261 г. – вероятно от мозъчен удар – и папата назначава Хайнрих фон Нойенбург († 1274) за коадютор. Умира на 10 декември 1262 г. и е погребан в катедралата на Базел.